# ماگنیت
ماگنیت (به انگلیسی: Magnit) بزرگترین شرکت خرده‌فروشی روسیه بر پایه تعداد فروشگاه می‌باشد. این شرکت در سال ۱۹۹۴ توسط سرگی گالیتسکی در شهر کراسنودار تأسیس شد.
امروزه این شرکت بیش از ۵٫۳۰۹ فروشگاه در بیش از ۱٫۳۸۹ منطقه دارد، که شامل ۵٫۰۰۶ سوپرمارکت، ۹۳ هایپرمارکت و ۲۰۱۰ فروشگاه لوازم آرایشی می‌باشد و بیش از ۷۹ هزار کارمند در آن‌ها اشتغال دارند.